# Meridiano 25 W
O meridiano 25 W é um meridiano que, partindo do Polo Norte, atravessa o Oceano Ártico, Gronelândia, Oceano Atlântico, Cabo Verde, Oceano Antártico, Antártida e chega ao Polo Sul. Forma um círculo máximo com o Meridiano 155 E.
Começando no Polo Norte, o meridiano 25 Oeste tem os seguintes cruzamentos:
| País, território ou mar | Notas |
| ----------------------- | --- |
| Oceano Ártico           | |
| Gronelândia             | Península da Terra de Peary |
| Fiorde Independence     | |
| Gronelândia             | |
| Fiorde Hagen            | |
| Gronelândia             | Ilha principal, Ilha Ymer, Ilha Ella e de novo ilha principal |
| Scoresby Sund           | |
| Gronelândia             | |
| Oceano Atlântico        | Passa a leste da Ilha de São Miguel, Açores, Portugal · Passa a leste dos Ilhéus das Formigas, Açores, Portugal · Passa a leste da Ilha de Santa Maria, Açores, Portugal |
| Cabo Verde              | Ilhas de Santo Antão e São Vicente |
| Oceano Atlântico        | |
| Oceano Antártico        | |
| Antártida               | Define o limite oriental da Antártida Argentina, reivindicada pela Argentina · Passa pelo Território Antártico Britânico, reivindicado pelo Reino Unido                  |